# Mierko Blazina
Mierko Blazina (Gorizia, Friuli-Venecia Julia, Italia, 18 de febrero de 1925 - 18 de febrero de 2005, Buenos Aires) fue un futbolista argentino de ascendencia eslovena. Jugaba en la posición de arquero.

## Biografía
Nació el 18 de febrero de 1925 en Gorizia, en la actual provincia de Friuli-Venecia Julia, región ocupada por Italia en 1918. En 1947, la región fue dividida entre Italia y Yugoslavia, y la frontera separó la ciudad en dos partes. En 1933, emigró a la Argentina con sus padres y una vez en la ciudad de Buenos Aires, se estableció en el barrio porteño de Mataderos. 
Luego de su retiro del fútbol, supo trabajar también de mecánico de automóviles, fue taxista y tuvo una carnicería, una tejeduría y un restaurante. En 2005, el mismo día que cumplía los ochenta años, falleció en la Ciudad de Buenos Aires.

## Exhumación de sus restos
Los restos de Blazina fueron sepultados en el Cementerio San José de Flores hasta su exhumación, el primer día de abril de 2015, para ser llevados al crematorio del Cementerio de la Chacarita. Actualmente descansan en el Museo Jacobo Urso, perteneciente a San Lorenzo, club donde se consagró campeón en 1946 y disputó más de 240 partidos.

## Trayectoria

### San Lorenzo
Jugó en la Tercera y la Reserva de Nueva Chicago hasta ser visto por dirigentes de San Lorenzo, quienes lo esperaron a la salida de un partido y le propusieron jugar en club, ofreciéndole además ayuda para conseguir documentación, ya que al llegar al país el mal registro de su nombre impidió que lograra conseguirla.
Debutó el 26 de septiembre de 1943 contra el Club Atlético Platense, al reemplazar al entonces titular Luis Heredia. San Lorenzo ganó por 2 a 0 con goles de Borgnia y Rinaldo Martino.
Tuvo a su cargo la suplencia del arco durante la obtención de la Copa de la República 1943 y ya como primer arquero, en 1946 se consagró campeón de la Primera División.
Blazina participó en la recordada gira por Europa de 1946/7, destacándose por su -para ese entonces- novedoso actuar al no limitar sus movimientos al área chica.
Defendió la camiseta azulgrana a lo largo de 12 años, hasta 1955, jugando 245 partidos.

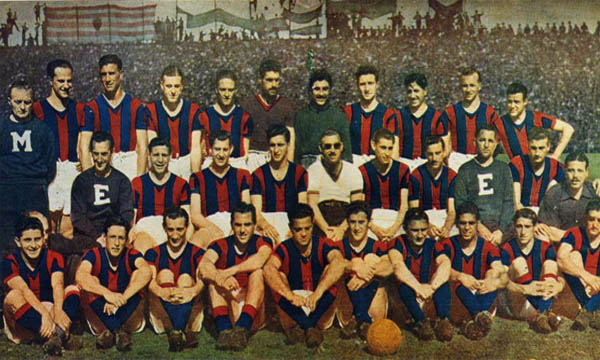
Plantel del San Lorenzo campeón, año 1946.

### San Telmo
Jugó todos los partidos en el Torneo de 1959 y luego aportó 9 presencias en el equipo campeón de 1961.
Defendió el arco de Club Atlético San Telmo en 43 ocasiones, debutando el 2 de mayo de 1959, por la 1.ª fecha del certamen de Primera C, con triunfo de su equipo, por 1-0 ante Deportivo Riestra, en la Isla Maciel.
Su último partido fue el 26 de junio de 1961, en la derrota por 1-0 ante Colegiales en la vieja cancha de Atlanta. Posteriormente se retiró del fútbol, a los 38 años de edad.

## Palmarés
| Título               | Club                    | País      | Año  |
| -------------------- | ----------------------- | --------- | ---- |
| Copa de la República | San Lorenzo             | Argentina | 1943 |
| Campeonato Nacional  | San Lorenzo             | Argentina | 1946 |
| Primera C            | Club Atlético San Telmo | Argentina | 1961 |